# Vicente Salles
Vicente Juarimbu Salles, ( 27 de novembro de 1931 —  7 de março de 2013) nasceu na Vila de Caripi, município de Igarapé-Açu, nordeste do Pará. Foi historiador, antropólogo e folclorista paraense considerado um dos mais importantes intelectuais do século XX, da Amazônia e do Brasil. Entre os trabalhos mais importantes de Vicente Salles, estão os livros “História do Teatro do Pará”, “Vida do maestro Gama Malcher", "Negro do Pará – sob o regime da escravidão" e "Santarém: uma oferenda musical". Sua obra “O negro no Pará sob o regime da escravidão”  foi um marco divisor nos estudos sobre o negro na Amazônia que contrariou a tendência dos estudos antropológicos e historiográficos da época, segundo os quais a quantidade de negros escravos migrados para a Amazônia não era suficiente para assentar uma dinâmica cultural relevante. Em vida, publicou 24 livros e cerca de 50 microedições, além de ensaios em obras coletivas. Vicente Salles morreu aos 81 anos de parada respiratória, na cidade do Rio de Janeiro.

## Biografia
Filho de dois cearenses, o rábula Clóvis de Mello Salles e da dona de casa Maria Cristina Passos Salles, Vicente era o terceiro de sete filhos. Juarimbu, nome indígena, foi homenagem de Clóvis aos índios Tembé, que habitavam a região, e dos quais era considerado 'amigo branco'. Foi alfabetizado em casa pelo pai, lendo de tudo - Júlio Verne, Miguel de Cervantes, Johann Goethe, Victor Hugo, Eça de Queirós, José de Alencar, entre outros. Além de livros, o mundo de Vicente era povoado pelas modinhas cantadas pela mãe, os serões políticos liderados pelo pai, que também gostava de ler, em voz alta e cantada, os romances de cordel, que mais tarde se tornaram objeto de estudo de Salles.
O interesse por literatura, música e folclore começou bem cedo. Foi o poeta Bruno de Menezes quem apresentou a Vicente os grupos populares de Belém, batuques, pássaros e bumbás. Editou um jornal datilografado chamado "Ibirapitanga", com o pseudônimo Juarimbu Tabajara. Publicou poemas, desde 1951, com os pseudônimos Leonardo Lessa e Juarimbu Tabajara. Seus primeiros trabalhos foram publicados no jornal A Província do Pará.
O salto na vida de Salles viria em junho de 1954, ano realmente memorável, quando Bruno de Menezes hospedou o renomado antropólogo e folclorista baiano Édison Carneiro, que coletava dados para um livro sobre a Amazônia. Apresentado ao antropólogo, Salles recebeu dele a tarefa de realizar um levantamento dos terreiros de umbanda de Belém. Com esses dados, Carneiro ampliou sua pesquisa sobre a religiosidade do negro no Brasil, estudos que não passavam do Maranhão, pois se acreditava que na Amazônia essas investigações não tinham relevância, devendo ser prioridade a cultura indígena. No mesmo ano, Salles muda-se para o Rio de Janeiro onde então cursa a faculdade de Ciências Sociais pela Faculdade Nacional de Filosofia, começa a trabalhar em órgãos federais, tornando-se amigo da escritora paraense Eneida de Moraes, que lhe abriu as portas da imprensa carioca. Em 1965, casa-se com Marena, mãe de seus filhos - Marcelo, Mariana e Márcia - e sua companheira de pesquisa.
As pesquisas de Salles não se restringiram ao tema do negro. Incluíam temas diversos, como a música erudita e popular, política, humor, teatro, artesanato, etc. Vicente sempre esteve a frente das campanhas de defesa do folclore brasileiro. Trabalhou no Conselho de Música Popular do Museu de Imagem e do Som do Rio de Janeiro. Paralelamente às atividades de servidor público, foi também professor no Instituto Villa-Lobos Rio do Janeiro e na Faculdade de Artes do Distrito Federal. De 1961 a 1972 trabalhou na Campanha de Defesa do Folclore Brasileiro, organizou a Biblioteca Amadeu Amaral e foi redator da Revista Brasileira de Folclore. Em meados de 70 muda-se para Brasília onde participou de vários projetos culturais que resultaram na publicação do Atlas Cultural do Brasil, além de iniciar a produção de discos da coleção Documentário Sonoro do Folclore Brasileiro.
Em 1990 aposentou-se do Ministério da Cultura. Entre 1996 e 1997, dirigiu o Museu da Universidade Federal do Pará, para o qual doou todo o seu material de pesquisa coletado ao longo da vida: livros, discos, fitas cassetes e magnetônicas, partituras, recortes de jornais, folhetos e muitos outros.
Em 2011 recebeu o título de Doutor Honoris Causa pela Universidade Federal do Pará.

## Acervo
Na direção do Museu da Universidade Federal do Pará, Vicente implantou projetos de pesquisa sobre cultura popular, mapeamento dos quilombos paraenses de onde continuou organizando seu acervo de partituras manuscritas e impressas, discos, fitas, imagens, livros, folhetos e recortes de jornais alimentado de materiais novos pelo escritor até as vésperas de sua morte. O Acervo Vicente Salles está disponível no Museu da Universidade Federal do Pará reunindo mais de quatro mil documentos e 70 mil recortes de jornais sobre temas diversos, além de uma coleção de cartuns, fotografias de época, cordéis, peças de teatro, teses, folhetos e cartazes.

## Microedições
Vicente salles também produziu 51 microedições, livretos artesanais de pequena tiragem (de 20 a 50 exemplares), patrocindos e preparados por ele mesmo para difusão de seus trabalhos entre estudiosos e instituições de pesquisa. Os livretos eram distribuídos gratuitamente  pelo prazer de ver sua obra circular. Essas publicações foram inspiradas nos fascículos "Réflexions d'un folkloriste", de autoria do belga Albert Marinus, que circularam entre as décadas de 1960 e 1970. O primeiro volume assinado por Salles se intitulou "O negro e as transformações sociais no fim do século XIX no Grão-Pará" (1988) e o último, "Machado de Assis: tema com variações" (2012), ensaio atualizado ao longo do tempo a partir do original publicado no jornal "O Estado", de Niterói, em 1958. Algumas microedições foram transformadas em livros, a exemplo de "Estórias do Eldorado nos tempos calamitosos da devastação contadas pelo Cidadão-de-Arco-e-Flecha e escritas pelo folclorista e historiador Vicente Salles" (2010), originalmente a microedição n. 15, de 1998, com um título ligeiramente diferente.

## Artigos
- SALLES, Vicente. Artesanato, in: História Geral da Arte no Brasil, org. Walter Zanini. São Paulo: Instituto Moreira Salles, 1983 2° v.
- SALLES, Vicente. Bibliografia crítica do folclore brasileiro: Capoeira. In: Revista Brasileira de Folclore. Rio de Janeiro, 8(23): 79-103, jan/abr 1969.
- SALLES, Vicente. Cachaça,pena e maracá. In: Brasil Açucareiro. Rio de Janeiro, 74(2): 46-55, ago 1969.
- SALLES, Vicente. O açúcar e a independência. In: Brasil Açucareiro. Rio de Janeiro, 40/80(3): 29-38, set 1972.
- SALLES, Vicente. Repente & Cordel. Literatura Popular em versos na Amazônia. “Prêmio Silva Romero 1981”. Rio de Janeiro: Funarte/Instituto nacional de Folclore, 1985.
- SALLES, Vicente e SALLES, Marena Isdebski. Carimbó:  trabalho e lazer do caboclo. In: Revista Brasileira de Folclore. Rio de Janeiro, 9(25): 257-282, set/dez 1969.

## Publicações
- “O negro no Pará sob o regime da escravidão” (Fundação Getúlio Vargas em convênio com a Universidade Federal do Pará, 1971);
- “A música e o tempo no Grão-Pará" (1º volume, 1980);
- “Sociedades de Euterpe" (4º volume, independente, de "A música e o tempo no Grão-Pará", 1985);
- “Memorial da Cabanagem: esboço do pensamento político-revolucionário no Grão Pará” (1992);
- “Época do teatro no Grão-Pará ou Apresentação do teatro de época” (EDUFPA, 1994);
- “Marxismo, socialismo e os militantes excluídos” (PakaTatu, 2001);
- “Vocabulário crioulo: contribuição do negro ao falar regional amazônico” (IAP - Programa Raízes,2003);
- “O negro na formação da sociedade paraense: textos reunidos" (2004);
- "A Modinha no Grão-Pará: estudos sobre a ambientação e (re)criação da Modinha no Grão-Pará". (Transcrições musicais por Marena Isdebsky Salles. Belém: Secult/IAP/AATB, 2005).